# Microregione di Tubarão
Tubarão è una microregione dello Stato di Santa Catarina in Brasile.

## Comuni
Comprende 20 comuni:
- Armazém
- Braço do Norte
- Capivari de Baixo
- Garopaba
- Grão Pará
- Gravatal
- Imaruí
- Imbituba
- Jaguaruna
- Laguna
- Orleans
- Pedras Grandes
- Pescaria Brava
- Rio Fortuna
- Sangão
- Santa Rosa de Lima
- São Ludgero
- São Martinho
- Treze de Maio
- Tubarão